# Ủy ban Trung ương Đảng Cộng sản Trung Quốc khóa XX
Ủy ban Trung ương Đảng Cộng sản Trung Quốc khóa XX (tiếng Trung giản thể: 中国共产党第二十届中央委员会, bính âm Hán ngữ: Zhōngguó Gòngchǎndǎng dì èrshí jiè Zhōngyāng Wěiyuánhuì) hay còn được gọi Trung Cộng Trung ương khóa XX (tiếng Trung: 中共中央第二十届), Trung ương Đảng khóa XX (tiếng Trung: 中央党第二十届) là cơ quan do Đại hội Đảng Cộng sản Trung Quốc lần thứ XX bầu ra vào tháng 10 năm 2022 và kết thúc nhiệm kỳ vào năm 2027 tại Đại hội Đảng Cộng sản Trung Quốc lần thứ XXI để bầu ra Ủy ban Trung ương khóa mới. Đây là cơ quan quyền lực và lãnh đạo tối cao của Đảng Cộng sản Trung Quốc trong nhiệm kỳ 2022–2027, gồm các Ủy viên chính thức và Ủy viên dự khuyết. Hội nghị toàn thể lần thứ nhất Ủy ban Trung ương Đảng Cộng sản Trung Quốc khóa XX ngày 23 tháng 10 năm 2022 đã bầu ra Tổng Bí thư, đồng thời cũng là nhà lãnh đạo quốc gia tối cao của Trung Quốc, bầu cử và quyết định các cơ quan hoạt động thường nhật là Bộ Chính trị, Ủy ban Thường vụ Bộ Chính trị, bên cạnh đó là Ban Bí thư, Quân ủy Trung ương cùng các cơ quan giúp việc khác. Với việc thông qua tu chính án Điều lệ Đảng mà trọng tâm là quan điểm lưỡng cá xác lập, cũng như báo cáo của Ủy ban Trung ương Đảng Cộng sản Trung Quốc khóa XIX, Ủy ban Trung ương khóa XX đã bầu Tập Cận Bình là Tổng Bí thư, phê chuẩn là Chủ tịch Ủy ban Quân sự Trung ương, ông tiếp tục là lãnh đạo hạt nhân tối cao không chỉ của cơ quan trung ương Đảng mà còn là toàn bộ Đảng Cộng sản Trung Quốc.

## Ủy viên Ủy ban Trung ương
Ngày 22 tháng 10, trước thềm bế mạc, đại hội đã bầu cử và thông qua cơ quan trung ương, theo đó bầu 205 Ủy viên Ủy ban Trung ương Đảng, nhiều hơn 1 Ủy viên so với 204 Ủy viên khóa XIX, 171 Ủy viên dự khuyết, ít hơn 1 Ủy viên so với 172 Ủy viên dự khuyết khóa XIX.

## Cơ cấu tổ chức

### Bộ Chính trị
Hội nghị toàn thể lần thứ nhất Ủy ban Trung ương Đảng Cộng sản Trung Quốc khóa XX đã bầu ra cơ quan thường nhật và phụ giúp của Ủy ban Trung ương Đảng khóa XX. Bộ Chính trị Ủy ban Trung ương Đảng Cộng sản Trung Quốc khóa XX được bầu với 24 Ủy viên, ít hơn 1 người so với khóa XIX, 11 Ủy viên tái đắc cử là Tập Cận Bình, Đinh Tiết Tường, Vương Hỗ Ninh, Lý Hi, Lý Cường, Lý Hồng Trung, Trương Hựu Hiệp, Trần Mẫn Nhĩ, Triệu Lạc Tế, Hoàng Khôn Minh, và Thái Kỳ; 13 Ủy viên mới là Mã Hưng Thụy, Vương Nghị, Doãn Lực, Thạch Thái Phong, Lưu Quốc Trung, Doãn Lực, Lý Cán Kiệt, Lý Thư Lỗi, Hà Vệ Đông, Hà Lập Phong, Trương Quốc Thanh, Trần Văn Thanh, Trần Cát Ninh, Trương Quốc Thanh, và Viên Gia Quân; khác với nữ Ủy viên Bộ Chính trị duy nhất của khóa XIX Tôn Xuân Lan, không có nữ chính trị gia nào trúng cử vào cơ quan này ở khóa XX. Ủy ban Thường vụ Bộ Chính trị tiếp tục gồm 7 lãnh đạo cấp quốc gia xếp theo thứ tự về quyền lực là Tập Cận Bình, Lý Cường, Triệu Lạc Tế, Vương Hỗ Ninh, Thái Kỳ, Đinh Tiết Tường, và Lý Hi, trong đó có 3 chính trị gia tái đắc cử là Tập Cận Bình, Triệu Lạc Tế, Vương Hỗ Ninh, bốn chính trị gia mới là Lý Cường, Thái Kỳ, Đinh Tiết Tường, và Lý Hi. Ủy ban Trung ương sau Đại 20 và Hội nghị toàn thể lần thứ nhất cũng chuẩn bị cho việc kiện toàn bộ máy nhà nước, hướng tới Đại hội Đại biểu Nhân dân toàn quốc lần thứ XIV vào đầu năm 2023.
Tháng 3 năm 2023, dưới sự chỉ đạo của Đảng Cộng sản, chuỗi hoạt động kiện toàn bộ máy "lưỡng hội" lãnh đạo Nhà nước Trung Quốc cho nhiệm kỳ mới 2018–2023 gồm cơ quan lập pháp tối cao Đại hội đại biểu Nhân dân toàn quốc khóa XIV và tổ chức chính trị – xã hội là Hội nghị Hiệp thương Chính trị Nhân dân Trung Quốc được tiến hành. Các vị trí lãnh đạo Nhà nước và tổ chức chính trị – xã hội được giới thiệu và tiến hành bầu cử. Theo đó, kỳ họp thứ nhất của Nhân đại khóa XIV trong giai đoạn ngày 5–13 tháng 3 đã bầu Tập Cận Bình làm Chủ tịch nước vào ngày 10 tháng 3, tiếp tục là nguyên thủ quốc gia trong ba nhiệm kỳ liên tiếp; bầu Lý Cường làm Tổng lý Quốc vụ viện – người đứng đầu Quốc vụ viện vào ngày 11 tháng 3, Triệu Lạc Tế làm Ủy viên trưởng Ủy ban Thường vụ Nhân đại. Tương tự là Chính hiệp Trung Quốc – cơ quan còn lại trong "lưỡng hội" – tại kỳ họp thứ nhất ngày 4–11 tháng 3 đã bầu Vương Hỗ Ninh làm Chủ tịch Chính hiệp. Bên cạnh đó, các Ủy viên Bộ Chính trị được bầu giữ chức cấp phó gồm Phó Ủy viên trưởng thứ nhất Nhân đại Lý Hồng Trung, Phó Tổng lý thứ nhất Đinh Tiết Tường.
| Vị trí | Ủy viên                                          | Chức vụ Đảng | Chức vụ Nhà nước | Đơn vị Đảng          | Phân công công tác Đảng | Nguồn         |
| ------ | ------------------------------------------------ | --- | --- | -------------------- | --- | ------------- |
| 1      | Tập Cận Bình                                     | Tổng Bí thư Chủ tịch Quân ủy Trung ương Đảng Ủy viên Ủy ban Thường vụ Cục Chính trị                                                                                    | Chủ tịch nước Chủ tịch Quân ủy Trung ương | Quảng Tây            | Chủ tịch Ủy ban An toàn Quốc gia Chủ nhiệm Ủy ban Cải cách sâu sắc Chủ nhiệm Ủy ban Pháp trị Chủ nhiệm Ủy ban Tài chính Kinh tế Chủ nhiệm Ủy ban Công tác ngoại sự Chủ nhiệm Ủy ban Internet Chủ nhiệm Ủy ban Quân Dân Chủ nhiệm Ủy ban Kiểm toán Tổ trưởng Tiểu tổ Công tác Đài Loan Tổ trưởng Tiểu tổ Cải cách Quân sự Tổng Chỉ huy Tác chiến liên hợp | [ 13 ]        |
| 2      | Lý Cường                                         | Ủy viên Ủy ban Thường vụ Cục Chính trị | Tổng lý Quốc vụ viện (từ tháng 3, 2023) | Thượng Hải           | Chủ nhiệm Ủy ban Biên chế cơ cấu Chủ nhiệm Ủy ban Động viên Quốc phòng Chủ nhiệm Ủy ban Năng lượng Quốc gia | [ 14 ]        |
| 3      | Triệu Lạc Tế                                     | Ủy viên Ủy ban Thường vụ Cục Chính trị | Ủy viên trưởng Nhân đại (từ tháng 3, 2023) | Nội Mông             | Phó Chủ tịch Ủy ban An toàn Quốc gia Phó Chủ nhiệm Ủy ban Pháp trị | [ 15 ] [ 11 ] |
| 4      | Vương Hỗ Ninh                                    | Ủy viên Ủy ban Thường vụ Cục Chính trị | Chủ tịch Chính hiệp Toàn quốc (từ tháng 3, 2023) | Quý Châu             | Chủ nhiệm Ủy ban Văn minh tinh thần Tổ trưởng Tiểu tổ Thống chiến Trung ương Tổ trưởng Tiểu tố Tân Cương, Tây Tạng, Đài Loan | [ 16 ] [ 12 ] |
| 5      | Thái Kỳ                                          | Ủy viên Ủy ban Thường vụ Cục Chính trị Bí thư thứ Nhất Ban Bí thư Bí thư Thành ủy Bắc Kinh (tới tháng 11, 2022) Chủ nhiệm Văn phòng Trung ương Đảng (từ tháng 3, 2023) | — | Bắc Kinh             | Chủ nhiệm Văn phòng Ủy ban An toàn Quốc gia Tổ trưởng Tiểu tổ Tuyên truyền tư tưởng Tổ trưởng Tiểu tổ Xây dựng Đảng | [ 17 ]        |
| 6      | Đinh Tiết Tường                                  | Ủy viên Ủy ban Thường vụ Cục Chính trị Chủ nhiệm Văn phòng Trung ương Đảng (tới tháng 3, 2023)                                                                         | Phó Tổng lý thứ nhất Quốc vụ viện (từ tháng 3, 2023) Chủ nhiệm Văn phòng Trung ương Đảng                                                                  | Cơ quan trung ương   | Tổ trưởng Tiểu tổ Hồng Kông, Ma Cao Chủ nhiệm Ủy ban Quản lý hàng không Chủ nhiệm Ủy ban An toàn lương thực | [ 18 ] [ 19 ] |
| 7      | Lý Hi                                            | Ủy viên Ủy ban Thường vụ Cục Chính trị Bí thư Ủy ban Kiểm tra Kỷ luật                                                                                                  | — | Quảng Đông           | Tổ trưởng Tiểu tổ Thanh tra Trung ương | [ 20 ]        |
| —      | Mã Hưng Thụy                                     | Ủy viên Bộ Chính trị Bí thư Khu ủy Tân Cương | — | Tân Cương            | — | [ 21 ]        |
| —      | Vương Nghị                                       | Ủy viên Bộ Chính trị Chủ nhiệm Văn phòng Ủy ban Công tác Ngoại sự Trung ương                                                                                           | Ủy viên Quốc vụ (tới tháng 3, 2023) Bộ trưởng Bộ Ngoại giao (tới tháng 12, 2022)                                                                          | Cơ quan trung ương   | — | [ 22 ]        |
| —      | Doãn Lực                                         | Ủy viên Bộ Chính trị Bí thư Tỉnh ủy Phúc Kiến (tới tháng 11, 2022) Bí thư Thành ủy Bắc Kinh (từ tháng 11, 2022)                                                        | — | Phúc Kiến            | — | [ 23 ] [ 24 ] |
| —      | Thạch Thái Phong                                 | Ủy viên Bộ Chính trị Bí thư Ban Bí thư Bộ trưởng Bộ Thống Chiến Trung ương                                                                                             | Viện trưởng Viện Khoa học xã hội (tới tháng 12, 2022) | Cơ quan trung ương   | — | [ 25 ] [ 26 ] |
| —      | Lưu Quốc Trung                                   | Ủy viên Bộ Chính trị Bí thư Tỉnh ủy Thiểm Tây (tới tháng 11, 2022) | Phó Tổng lý Quốc vụ viện (từ tháng 3, 2023) | Thiểm Tây            | — | [ 27 ] [ 28 ] |
| —      | Lý Cán Kiệt                                      | Ủy viên Bộ Chính trị Bí thư Ban Bí thư Bí thư Tỉnh ủy Sơn Đông (tới tháng 12, 2022) Bộ trưởng Bộ Tổ chức (từ tháng 3, 2023)                                            | — | Sơn Đông             | — | [ 29 ]        |
| —      | Lý Thư Lỗi                                       | Ủy viên Bộ Chính trị Bí thư Ban Bí thư Bộ trưởng Bộ Trung Tuyên | — | Cơ quan trung ương   | Chủ nhiệm Văn phòng Ủy ban Văn minh | [ 30 ] [ 31 ] |
| —      | Lý Hồng Trung                                    | Ủy viên Bộ Chính trị Bí thư Thành ủy Thiên Tân (tới tháng 12, 2022) | Phó Ủy viên trưởng thứ nhất Nhân đại (từ tháng 3, 2023)                                                                                                   | Thiên Tân            | Phó Tổ trưởng Tiểu tổ Kinh Tân Ký | [ 32 ]        |
| —      | Hà Vệ Đông                                       | Ủy viên Bộ Chính trị Phó Chủ tịch Quân ủy Trung ương Đảng | Phó Chủ tịch Quân ủy | Lực lượng vũ trang   | — | [ 33 ]        |
| —      | Hà Lập Phong                                     | Ủy viên Bộ Chính trị Ủy viên Đảng tổ Chính Hiệp Phó Bộ trưởng thường vụ Bộ Tuyên truyền                                                                                | Phó Tổng lý Quốc vụ viện (từ tháng 3, 2023) Phó Chủ tịch Chính Hiệp (tới tháng 3, 2023) Chủ nhiệm Ủy ban Cải cách Phát triển Quốc gia (tới tháng 3, 2023) | Tài chính trung ương | — | [ 34 ] [ 28 ] |
| —      | Trương Hựu Hiệp                                  | Ủy viên Bộ Chính trị Phó Chủ tịch Quân ủy Trung ương Đảng | Phó Chủ tịch Quân ủy | Lực lượng vũ trang   | Tổ trưởng Tiểu tổ Thanh tra Quân ủy Trung ương | [ 35 ]        |
| —      | Trương Quốc Thanh                                | Ủy viên Bộ Chính trị Bí thư Tỉnh ủy Liêu Ninh (tới tháng 11, 2022) | Phó Tổng lý Quốc vụ viện (từ tháng 3, 2023) | Liêu Ninh            | — | [ 36 ] [ 19 ] |
| —      | Tập tin:Chen Wenqing Iran 2.jpg · Trần Văn Thanh | Ủy viên Bộ Chính trị Bí thư Ban Bí thư Bí thư Ủy ban Chính trị Pháp luật Trung ương                                                                                    | — | Cơ quan              | Phó Chủ nhiệm Văn phòng Ủy ban An toàn | [ 37 ] [ 38 ] |
| —      | Trần Cát Ninh                                    | Ủy viên Bộ Chính trị Bí thư Thành ủy Thượng Hải | — | Bắc Kinh             | — | [ 39 ]        |
| —      | Trần Mẫn Nhĩ                                     | Ủy viên Bộ Chính trị Bí thư Thành ủy Trùng Khánh (tới tháng 12, 2022) Bí thư Thành ủy Thiên Tân (từ tháng 12, 2022)                                                    | — | Trùng Khánh          | Phó Tổ trưởng Tiểu tổ Trường Giang | [ 40 ]        |
| —      | Viên Gia Quân                                    | Ủy viên Bộ Chính trị Bí thư Tỉnh ủy Chiết Giang (tới tháng 12, 2022) Bí thư Thành ủy Trùng Khánh (từ tháng 12, 2022)                                                   | — | Chiết Giang          | — | [ 41 ]        |
| —      | Hoàng Khôn Minh                                  | Ủy viên Bộ Chính trị Bí thư Tỉnh ủy Quảng Đông | — | Giang Tây            | — | [ 42 ]        |

Hội nghị toàn thể thứ nhất cũng đã phê chuẩn Ban Bí thư, cơ quan giúp việc của Bộ Chính trị, gồm 7 Bí thư Ban Bí thư là Bí thư thứ Nhất, lãnh đạo Ban Bí thư Thái Kỳ, các Bí thư Thạch Thái Phong, Lý Cán Kiệt, Lý Thư Lỗi, Trần Văn Thanh, Lưu Kim Quốc, và Vương Tiểu Hồng.

### Thủ trưởng cơ quan trực thuộc
Ủy ban Trung ương Đảng Cộng sản Trung Quốc khóa XX có 27 cơ quan trực tiếp trực thuộc, thuộc 4 nhóm là cơ quan chuyên môn, cơ quan sự vụ, cơ quan điều phái và đơn vị sự nghiệp công lập, giữ nguyên cơ cấu tổ chức cơ quan trực thuộc so với Ủy ban Trung ương khóa XIX. Ngoài ra, Ủy ban Kiểm tra Kỷ luật là cơ quan riêng biệt, chịu trách nhiệm lãnh đạo lẫn thực hiện công tác giám sát, kiểm tra, kỷ luật Đảng trong hệ thống Đảng Cộng sản Trung Quốc từ trung ương đến địa phương. Người đứng đầu các cơ quan trực thuộc của Ủy ban Trung ương được đề cử bởi Bộ Chính trị đối với cơ quan cấp chính bộ hoặc Ban Bí thư đôi với cơ quan cấp phó bộ, được phê chuẩn thông qua bởi Ủy ban Trung ương, có thể liên tiếp đảm nhiệm chức vụ qua các nhiệm kỳ, không gián đoạn bởi các kỳ Đại hội Đảng Cộng sản Trung Quốc. Các thủ trưởng cơ quan cấp bộ thường là Ủy viên Ủy ban Trung ương Đảng Cộng sản Trung Quốc.
| Nhóm cơ quan       | Tên                                            | Chức vụ     | Thủ trưởng       | Nhiệm kỳ                             | Chức vụ Đảng            | Ghi chú |
| ------------------ | ---------------------------------------------- | ----------- | ---------------- | ------------------------------------ | ----------------------- | ------- |
| Cơ quan riêng biệt | Ủy ban Kiểm tra Kỷ luật                        | Bí thư      | Lý Hi            | 23 tháng 10, 2022 – nay              | Thường vụ Bộ Chính trị  | [ 20 ]  |
| Cơ quan tổng hợp   | Văn phòng Trung ương Đảng                      | Chủ nhiệm   | Đinh Tiết Tường  | 30 tháng 10, 2017 – 13 tháng 3, 2023 | Thường vụ Bộ Chính trị  | [ 18 ]  |
| Cơ quan tổng hợp   | Văn phòng Trung ương Đảng                      | Chủ nhiệm   | Thái Kỳ          | 13 tháng 3, 2023 – nay               | Thường vụ Bộ Chính trị  |         |
| Cơ quan chuyên môn | Ủy ban Chính trị Pháp luật                     | Bí thư      | Trần Văn Thanh   | 31 tháng 10, 2017 – nay              | Ủy viên Bộ Chính trị    | [ 38 ]  |
| Cơ quan chuyên môn | Bộ Tổ chức                                     | Bộ trưởng   | Trần Hi          | 25 tháng 10, 2017 – 31 tháng 3, 2023 | Ủy viên Bộ Chính trị    | [ 48 ]  |
| Cơ quan chuyên môn | Bộ Tổ chức                                     | Bộ trưởng   | Lý Cán Kiệt      | 31 tháng 3, 2023 – nay               | Ủy viên Bộ Chính trị    |         |
| Cơ quan chuyên môn | Bộ Tuyên truyền                                | Bộ trưởng   | Lý Thư Lỗi       | 26 tháng 10, 2022 – nay              | Ủy viên Bộ Chính trị    | [ 31 ]  |
| Cơ quan chuyên môn | Bộ Liên lạc Đối ngoại                          | Bộ trưởng   | Lưu Kiến Siêu    | 2 tháng 6, 2022 – nay                | Ủy viên Trung ương Đảng | [ 49 ]  |
| Cơ quan chuyên môn | Bộ Công tác Mặt trận Thống nhất                | Bộ trưởng   | Thạch Thái Phong | 27 tháng 10, 2017 – nay              | Ủy viên Trung ương Đảng | [ 26 ]  |
| Cơ quan sự vụ      | Văn phòng Ủy ban An toàn Quốc gia              | Chủ nhiệm   | Đinh Tiết Tường  | 30 tháng 10, 2017 – 13 tháng 3, 2023 | Thường vụ Bộ Chính trị  | [ 18 ]  |
| Cơ quan sự vụ      | Văn phòng Ủy ban An toàn Quốc gia              | Chủ nhiệm   | Thái Kỳ          | 13 tháng 3, 2023 – nay               | Thường vụ Bộ Chính trị  |         |
| Cơ quan sự vụ      | Văn phòng Ủy ban Internet Quốc gia             | Chủ nhiệm   | Trang Vinh Văn   | 31 tháng 1, 2018 – nay               | Ủy viên Trung ương Đảng | [ 50 ]  |
| Cơ quan sự vụ      | Văn phòng Nghiên cứu chính sách                | Chủ nhiệm   | Giang Kim Quyền  | 30 tháng 10, 2020 – nay              | —                       | [ 51 ]  |
| Cơ quan sự vụ      | Văn phòng Ủy ban Biên chế cơ cấu               | Chủ nhiệm   | Lý Tiểu Tân      | 30 tháng 4, 2022 – nay               | Ủy viên Trung ương Đảng | [ 52 ]  |
| Cơ quan sự vụ      | Văn phòng Ủy ban Công tác ngoại sự             | Chủ nhiệm   | Dương Khiết Trì  | 30 tháng 10, 2020 – nay              | Ủy viên Bộ Chính trị    | [ 53 ]  |
| Cơ quan sự vụ      | Văn phòng Ủy ban Phát triển dung hợp quân dân  | Chủ nhiệm   | Hàn Chính        | 30 tháng 10, 2017 – nay              | Thường vụ Bộ Chính trị  | [ 54 ]  |
| Cơ quan sự vụ      | Văn phòng Ủy ban Tài chính                     | Chủ nhiệm   | Lưu Hạc          | 30 tháng 10, 2017 – nay              | Ủy viên Bộ Chính trị    | [ 55 ]  |
| Cơ quan sự vụ      | Văn phòng Sự vụ Đài Loan                       | Chủ nhiệm   | Lưu Kết Nhất     | 19 tháng 3, 2018 – nay               | Ủy viên Trung ương Đảng | [ 56 ]  |
| Cơ quan điều phái  | Ủy ban Công tác cơ quan Quốc gia và Trung ương | Bí thư      | Đinh Tiết Tường  | 30 tháng 10, 2017 – nay              | Thường vụ Bộ Chính trị  | [ 18 ]  |
| Cơ quan điều phái  | Ủy ban Công tác Hồng Kông                      | Bí thư      | Lạc Huệ Ninh     | 4 tháng 1, 2020 – nay                | Ủy viên Trung ương Đảng | [ 57 ]  |
| Cơ quan điều phái  | Ủy ban Công tác Ma Cao                         | Bí thư      | Trịnh Tân Thông  | 30 tháng 5, 2022 – nay               | Ủy viên Trung ương Đảng | [ 58 ]  |
| Cơ quan điều phái  | Văn phòng Bảo vệ an ninh Hồng Kông             | Thự trưởng  | Trịnh Nhạn Hùng  | 3 tháng 7, 2020 – nay                | Ủy viên Trung ương Đảng | [ 59 ]  |
| Đơn vị sự nghiệp   | Trường Đảng Trung ương                         | Hiệu trưởng | Trần Hi          | 25 tháng 10, 2017 – 31 tháng 3, 2023 | Ủy viên Bộ Chính trị    | [ 48 ]  |
| Đơn vị sự nghiệp   | Trường Đảng Trung ương                         | Hiệu trưởng | Lý Cán Kiệt      | 31 tháng 3, 2023 – nay               | Ủy viên Bộ Chính trị    |         |
| Đơn vị sự nghiệp   | Viện nghiên cứu Văn minh và Lịch sử Đảng       | Viện trưởng | Khúc Thanh Sơn   | 29 tháng 4, 2019 – nay               | Ủy viên Trung ương Đảng | [ 60 ]  |
| Đơn vị sự nghiệp   | Nhân Dân nhật báo                              | Xã trưởng   | Thỏa Chấn        | 16 tháng 10, 2020 – nay              | Ủy viên Trung ương Đảng | [ 61 ]  |
| Đơn vị sự nghiệp   | Quang Minh nhật báo                            | Xã trưởng   | Vương Tuệ Mẫn    | 31 tháng 5, 2021 – nay               | Ủy viên Ủy ban Kiểm Kỷ  | [ 62 ]  |
| Đơn vị sự nghiệp   | Cầu Thị                                        | Xã trưởng   | Hạ Vĩ Đông       | 18 tháng 3, 2018 – nay               | —                       | [ 63 ]  |
| Đơn vị sự nghiệp   | Học viện Cán bộ Phố Đông                       | Viện trưởng | Trần Hi          | 25 tháng 10, 2017 – nay              | Ủy viên Bộ Chính trị    | [ 48 ]  |
| Đơn vị sự nghiệp   | Học viện Cán bộ Tỉnh Cương Sơn                 | Viện trưởng | Trần Hi          | 25 tháng 10, 2017 – nay              | Ủy viên Bộ Chính trị    | [ 48 ]  |
| Đơn vị sự nghiệp   | Học viện Cán bộ Diên An                        | Viện trưởng | Trần Hi          | 25 tháng 10, 2017 – nay              | Ủy viên Bộ Chính trị    | [ 48 ]  |
| Đơn vị sự nghiệp   | Học viện Chủ nghĩa xã hội                      | Viện trưởng | Hách Minh Kim    | 18 tháng 3, 2018 – nay               | —                       | [ 64 ]  |

## Hội nghị toàn thể
Ngày 23 tháng 10 năm 2022, một ngày sau khi bế mạc Đại hội Đảng Cộng sản Trung Quốc lần thứ XX, Hội nghị toàn thể lần thứ nhất Ủy ban Trung ương Đảng Cộng sản Trung Quốc khóa XX được tổ chức tại Sảnh Yến hội của Đại lễ đường Nhân dân, triệu tập các Ủy viên chính thức, Ủy viên dự khuyết của Ủy ban Trung ương Đảng. Tham dự hội nghị có 203 Ủy viên chính thức, vắng 2 Ủy viên; 168 Ủy viên dự khuyết, vắng 3 Ủy viên. Hội nghị tiến hành bầu cử theo quyền ứng cử, bầu cử của các Ủy viên chính thức, bầu ra Bộ Chính trị, Ủy ban Thường vụ Bộ Chính trị, và Tổng Bí thư; theo đề danh của Ủy ban Thường vụ Bộ Chính trị để thông qua Ban Bí thư, quyết định Quân ủy Trung ương. Theo đó, Tập Cận Bình tái đắc cử là Tổng Bí thư, trở thành nhà lãnh đạo Đảng Cộng sản Trung Quốc liên tiếp ba nhiệm kỳ, người thứ hai sau Mao Trạch Đông ở cương vị này trong lịch sử Đảng Cộng sản Trung Quốc.